# Румей, Фриц
Фриц Румей (нем. Fritz Rumey; 3 марта 1891 — 27 сентября 1918) — германский лётчик-истребитель, один из лучших асов Первой мировой войны с 45-ю сбитыми самолётами противника, занимающий 5-е место среди германских асов Первой мировой войны по количеству сбитых самолётов противника.

## Биография
Фриц Румей родился 3 марта 1891 года в Кёнигсберге в Пруссии. Образованию предпочёл военную карьеру. Перед началом войны служил в 45-м пехотном полку. С началом войны был послан на Восточный фронт и зачислен в 3-й гренадерский полк. За проявленные отвагу был награждён Железным крестом 2-го класса.
В середине 1915 году Румей обратился к командованию с просьбой о переводе его в авиацию. Просьбу Румея удовлетворили и он был направлен для дальнейшего прохождения службы воздушным наблюдателем. После успешного выполнения ряда заданий Румей был направлен в лётную школу. В мае 1917 года Румей прибыл в Jagdstaffel 2 в качестве пилота. Спустя некоторое время он был переведен в Jasta 5, где он вместе с товарищами Йозефом Майем и Отто Кённеке составили «Золотой триумвират», который одержал до конца войны 109 воздушных побед.
Румей стал одним из самых известных немецких асов. В общей сложности он одержал 45 побед. 10 июля 1918 года он был награждён орденом Pour le Mérite. 25 августа и 24 сентября 1918 года он был ранен. В воздушном бою на самолете Fokker D.VII столкнулся с самолетом противника — Джорджом Лоусоном. Выпрыгнув с парашютом, Румей разбился, парашют не раскрылся.

## Память
- Именем Румея названа дорога — Rumeyplan в районе аэропорта Берлина-Темпельхоф

## Награды
- Знак военного лётчика (Королевство Пруссия)
- Железный крест (1914) 2-го и 1-го класса (Королевство Пруссия)
- Золотой крест «За военные заслуги» (12 мая 1918) (Королевство Пруссия)
- Орден «Pour le Mérite» (10 июля 1918) (Королевство Пруссия)